# Hellmuth Gommlich
Hellmuth Max Johann Gommlich (* 11. Juli 1891 in Plauen bei Dresden; † 3. April 1945 in Meiningen) war ein deutscher SS-Sturmbannführer, Polizeirat von Zella-Mehlis, Oberregierungsrat im Innenministerium in Thüringen sowie Landrat in Meiningen.

## Biografie
Gommlich, Sohn eines Bankbeamten, besuchte das Annenrealgymnasium in Dresden. Noch vor dem Abitur brach er seine Schullaufbahn ab und begann 1908 auf einem Segelschulschiff des Norddeutschen Lloyd eine Ausbildung zum Seemann. An der Seefahrtsschule in Bremen schloss er nach einjähriger Ausbildung im Februar 1913 die Ausbildung zum Steuermann auf großer Fahrt ab. Anschließend wurde er Freiwilliger bei der Kaiserlichen Marine und nahm als Marinesoldat auf Torpedobooten an mehreren Kriegseinsätzen während des Ersten Weltkrieges teil. Als Marineoffizier erreichte er den Rang eines Oberleutnants zur See. Nach Kriegsende wurde er Ende 1919 als Offizier der Reserve aus der Marine entlassen. Gommlich, seit 1917 verheiratet, wurde Vater dreier Kinder.
Ab Anfang 1920 begann er bei der Bremer Staatspolizei eine Ausbildung zum Polizisten. Gommlich wurde aufgrund seiner guten Leistungen bereits 1921 jüngster Polizeikommissar in Bremerhaven. Am 1. Mai 1924 wechselte Gommlich zu seinem alten Arbeitgeber, der Norddeutschen Lloyd, und wurde dort Leiter der Wachabteilung, die auf den firmeneigenen Schiffen den Alkohol- und Drogenschmuggel eindämmen und Blinde Passagiere aufspüren sollte. Durch wirtschaftlichen Misserfolg musste der Norddeutsche Lloyd die Wachabteilung aufgeben. Gommlich trat daraufhin am 1. September 1926 in den thüringischen Polizeidienst ein. Bereits im Dezember 1926 war er als Kriminalobersekretär tätig und wurde 1930 Polizeirat in Zella-Mehlis.

## Zeit des Nationalsozialismus
Bereits zum 1. Dezember 1931 trat Gommlich der NSDAP bei (Mitgliedsnummer 861.768) und wurde in diesem Zeitraum auch Mitglied der SA. Von dort wechselte er im April 1934 in die SS (Mitgliedsnr. 107.054), wo er bis 1940 zum SS-Sturmbannführer aufstieg. Gommlich wurde auch Angehöriger des SD.
Durch den thüringischen Innenminister Fritz Wächtler wurde Gommlich Mitte Mai 1935 zum Leiter der Polizeiabteilung im Innenministerium berufen, nachdem er dort zuvor bereits ab 1934 als kommissarischer Referent tätig war. Als ranghöchster Polizeibeamter war er als Oberregierungsrat für die kommunalen Polizeidienststellen in Thüringen zuständig und führte die Dienstaufsicht über die Gestapo in Weimar und die ihr angegliederten Außenstellen. Zudem war er maßgeblich an der von Fritz Sauckel forcierten Arisierung des Fahrzeug- und Waffenunternehmens Simson beteiligt. Auf Empfehlung des seit Anfang Februar 1936 amtierenden thüringischen Innenminister Walter Ortlepp wurde Gommlich zum SS-Untersturmführer befördert. Als Sonderbeauftragter des Reichsführers SS Heinrich Himmler war er auf Befehl von Sauckel für die Errichtung des KZ Buchenwald verantwortlich und führte die entsprechen Verhandlungen mit Theodor Eicke und Oswald Pohl direkt.
Anfang Juli 1938 wurde er, zunächst kommissarisch und ab 1. April 1939 offiziell, Landrat in Meiningen und verblieb in dieser Funktion bis Anfang April 1945. Nach Ausbruch des Zweiten Weltkrieges versuchte er mehrmals vergeblich um Verwendung bei der Kriegsmarine der Wehrmacht, wurde aber aufgrund seiner Unabkömmlichkeitsstellung nicht eingezogen. Gommlich war zudem Kurdirektor der Staatsbad AG Thüringen und DRK-Kreisführer. Im Sommer 1942 entging Gommlich auf Fürsprache Sauckels einem Strafverfahren wegen Verstößen gegen die Kriegswirtschaftsordnung, obwohl er mehrmals in seiner Funktion als Kurdirektor ohne Essensmarken in Bad Salzungen zu Tisch war.
Kurz vor dem Einmarsch der US-Army nahm sich Gommlich gemeinsam mit seiner Frau, Tochter und Mutter durch Gift das Leben. Mit akuten Vergiftungserscheinungen wurde die Familie im komatösen Zustand ins Landeskrankenhaus eingeliefert, wo alle vier Familienmitglieder schließlich den Folgen ihrer Vergiftung in den frühen Morgenstunden des 3. April 1945 erlagen. Die Leichen der Verstorbenen wurden am 13. April 1945 in einem Massengrab auf dem Parkfriedhof Meiningen beigesetzt.